# Брезово Брдо
Брезово Брдо (словен. Brezovo Brdo) — поселення в общині Хрпелє-Козіна, Регіон Обално-крашка, Словенія. Висота над рівнем моря: 649,6 м.